# 比維爾 (密蘇里州)
比維爾（英語：Bevier）是位於美國密蘇里州梅肯縣的城市。

## 人口
根據2020年美國人口普查的數據，比維爾的面積為2.69平方千米，皆為陸地。當地共有人口636人，而人口密度為每平方千米236人。